# 脳力トレーニング
脳力トレーニング（のうりょくトレーニング、brain training、略称:脳トレ）とは、脳機能や、記憶力、創造性、学習能力など、各種の知的能力を向上させるためのトレーニング法である。脳の老化を抑えるとも言われている。略して脳トレともいわれる。
主な脳力トレーニング方法としては、コンピュータゲームのジャンルである脳ゲーやトレーニング用の書籍等が挙げられる。